# جکی استایلز
جکی استایلز (انگلیسی: Jackie Stiles؛ زادهٔ ۲۱ دسامبر ۱۹۷۸) بازیکن بسکتبال اهل ایالات متحده آمریکا است.
وی در مسابقات کشوری و بین‌المللی در مجموع برندهٔ ۲ مدال طلا، ۱ مدال نقره شده‌است.